# Jos Wijninckx
Jozef Constant Jeanne (Jos of Joz) Wijninckx (* 26. Juni 1931 in Deurne, Antwerpen; † 27. Februar 2009) war ein belgischer Politiker.

## Biografie
Wijninckx, der von Beruf Sozialarbeiter war, begann seine politische Laufbahn als aktives Mitglied Jungsozialisten (Jong Socialisten) der Socialistische Partij Anders (BSP). 1964 wurde er als Kandidat der BSP zum Mitglied des Gemeinderates der damals noch selbständigen Gemeinde Hoboken gewählt und gehörte diesem bis 1992 an. Zugleich war er von 1964 bis 1982 Schepen der Stadt. Als solcher trat er dafür ein, dass Hoboken als erste Stadt in Flandern 1969 mit der Planung von Kabelfernsehen begann. Zugleich setzte er sich 1971 für die Gründung der Arbeitsgemeinschaft für Interkommunale Kooperation der Gemeinden Antwerpens (Integan) ein und war bis 1995 deren Vorsitzender.
Nach der kommunalen Neuordnung und der Fusion von Hoboken mit Antwerpen 1983 wurde er Mitglied des Stadtrates von Antwerpen und war auch zwischen 1983 und 1989 Vorsitzender des Bezirksrates von Hoboken.
1971 wurde Wijninckx für die BSP zum Mitglied des Senats gewählt, dem er bis 1990 angehörte.
1977 wurde er von Premierminister Leo Tindemans zum Minister für Pensionen in dessen Kabinett berufen und behielt dieses Amt auch unter Tindemans Nachfolger Paul Vanden Boeynants bis zum Ende von dessen Amtszeit am 3. April 1979. In dieser Zeit trat er für einer Erhöhung der geringeren Pensionen ein und einer Absenkung der höheren Regierungspensionen.
Im Senat war er vom 19. Juni 1980 bis zum 10. Juli 1981 Vorsitzender einer Kommission zur Untersuchung des Machtmissbrauchs bei der damaligen Gendarmerie (Rijkswacht) wegen einer zunehmenden Anwesenheit extremrechter Milizen und den Gerüchten von bezahlten Polizeidiensten. Diese sogenannte „Commissie Wijninckx“ bildete auch die Grundlage für die Bildung und Arbeit späterer Untersuchungskommissionen wie die zu den Fällen der Bande von Nijvel sowie im Fall von Marc Dutroux.
Auch nach seinem Ausscheiden aus der aktiven Politik verfügte er weiterhin über Einfluss in der Politik Antwerpens und Flanderns und war nach der Kommunalwahl 2000 zusammen mit dem ehemaligen liberalen Gouverneur von Antwerpen, Andries Kinsbergen, maßgeblich an der Bildung einer Koalition aus Sozialisten und Liberalen sowie anderen in Antwerpen beteiligt, um dadurch die Bildung einer Stadtregierung durch den nationalistischen Vlaams Blok zu verhindern, der damals stärkste Partei nach den Stadtratswahlen war.
Wijninckx, der Mitglied der Freimaurerloge „Les Elèves de Thémis“ war, starb an den Folgen eines Herzleidens, an dem er seit Jahren litt.